# Diagrama de Bode
Un diagrama de Bode és un exemple de la utilització de les escales logarítmiques en la representació de les corbes de resposta freqüencial d'un sistema. És una eina molt utilitzada en l'anàlisi de circuits en electrònica, sent fonamental per al disseny i anàlisi de filtres i amplificadors. Normalment consta de dues gràfiques separades, una que correspon a la magnitud d'aquesta funció i una altra que correspon amb la fase. Rep el seu nom del científic que el va desenvolupar, Hendrik Wade Bode.
És una eina molt utilitzada en l'anàlisi de circuits en l'electrònica, i és fonamental per al disseny i anàlisi de filtres i amplificadors. Els diagrames de Bode són molts utilitzats en l'enginyeria de control, ja que permeten representar la magnitud i la fase de la funció de transferència d'un sistema, sigui aquest elèctric, mecànic... El seu ús es justifica en la simplicitat amb què permeten, atenent la forma del diagrama, sintonitzar diferents controladors i perquè permeten, en un reduït espai, representar un ampli espectre de freqüències. En la teoria de control, ni la fase ni l'argument estan acotades excepte per característiques pròpies del sistema.
El diagrama de magnitud de Bode dibuixa el mòdul de la funció de transferència (guany) en decibels en funció de la freqüència (o la freqüència angular) en escala logarítmica. Se sol emprar en processament de senyal per mostrar la resposta en freqüència d'un sistema lineal i invariant en el temps.
El diagrama de fase de Bode representa la fase de la funció de transferència en funció de la freqüència (o freqüència angular) en escala logarítmica. Es pot donar en graus o en radiants i permet avaluar el desplaçament en fase d'un senyal a la sortida del sistema respecte a l'entrada per a una freqüència determinada. Per exemple, tenim un senyal Asin(ωt) a l'entrada del sistema i assumim que el sistema atenua per un factor x i desplaça en fase −Φ. En aquest cas, la sortida del sistema serà (A/x) sin(ωt − Φ). Generalment, aquest desfassament és funció de la freqüència (Φ= Φ(f)); aquesta dependència és el que ens mostra el Bode. En sistemes elèctrics aquesta fase haurà d'estar acotada entre -90° i 90°.
La resposta en amplitud i en fase dels diagrames de Bode no poden, en general, canviar-se independentment: canviar el guany implica canviar també el desfasament i viceversa. En sistemes de fase mínima (aquells que tant el seu sistema invers com ells mateixos són causals i estables) se'n pot obtenir un a partir de l'altre mitjançant la transformada de Hilbert.
A més de les propietats de les escales logarítmiques, els diagrames de Bode presenten alguns avantatges addicionals sobre les corbes en escala lineal, com són:
- En els diagrames de Bode, les corbes presenten diversos trams amb una tendència asimptòtica cap a simples rectes.

- En aquests diagrames es veu clarament la influència dels pols i els zeros de la funció de transferència en la resposta obtinguda.

A tall d'exemple, es presenten els diagrames de Bode d'un filtre passabaix i d'un filtre passabanda.

## Exemple
Un filtre passabaix RC, per exemple, té la següent resposta freqüencial:
{\displaystyle H(f)={\frac {1}{1+j2\pi fRC}}}
La freqüència de tall (fc) pren el valor (en hertz):
{\displaystyle f_{\mathrm {c} }={1 \over {2\pi RC}}}.
L'aproximació lineal del diagrama consta de dues línies:
- per a freqüències inferiors a fc és una línia horitzontal a 0 dB.
- per a freqüències superiors a fc és una línia amb pendent de -20 dB per dècada.

Aquestes dues línies es tallen a la freqüència de tall. Observant el gràfic es veu que a freqüències que estan bastant per sota d'aquesta freqüència, el circuit tindrà una atenuació de 0 decibels. Per sobre, el senyal s'atenuarà, i a major freqüència, major atenuació.
Filtre passabaix:

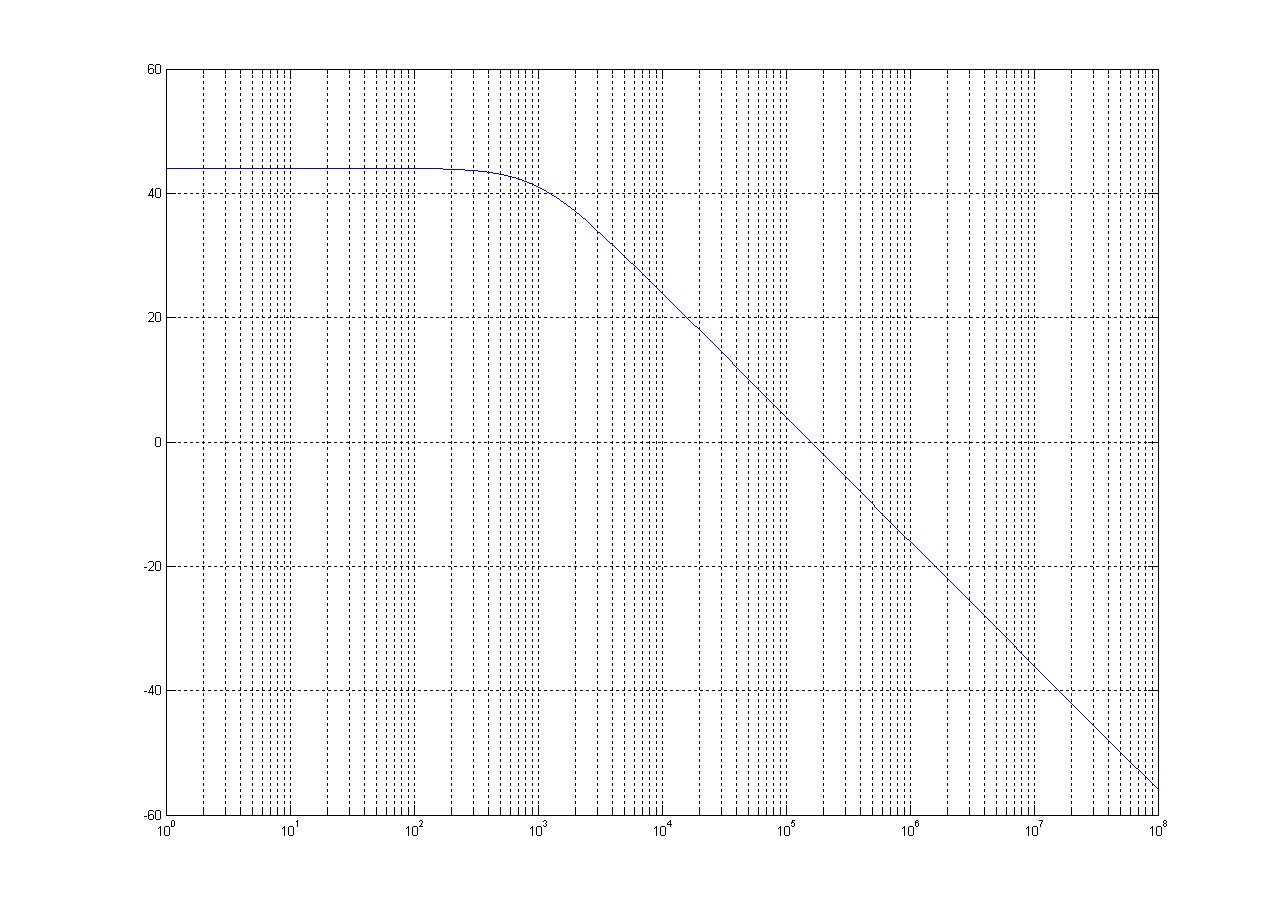
Guany vs. freqüència
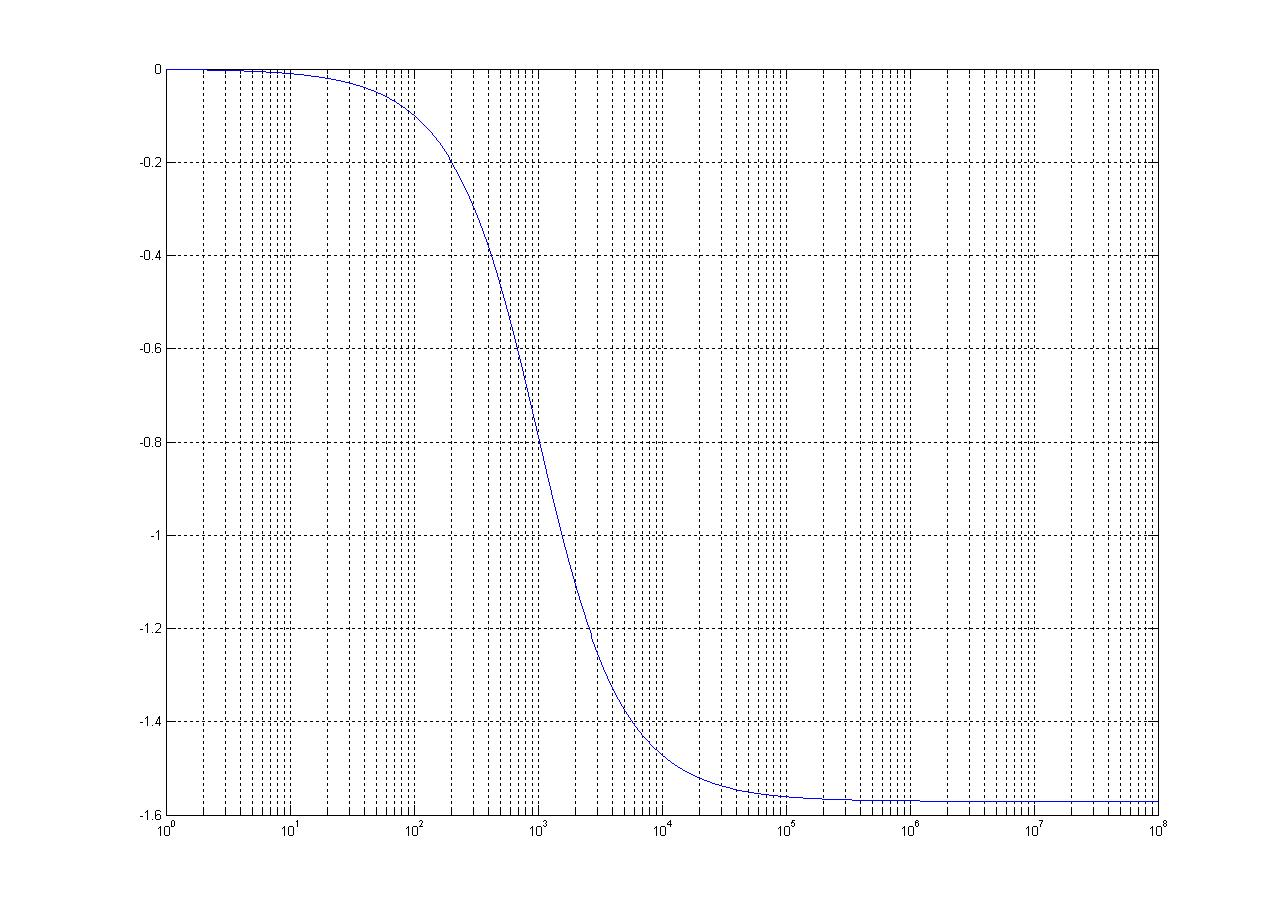
Fase vs. freqüència

Filtre passabanda:

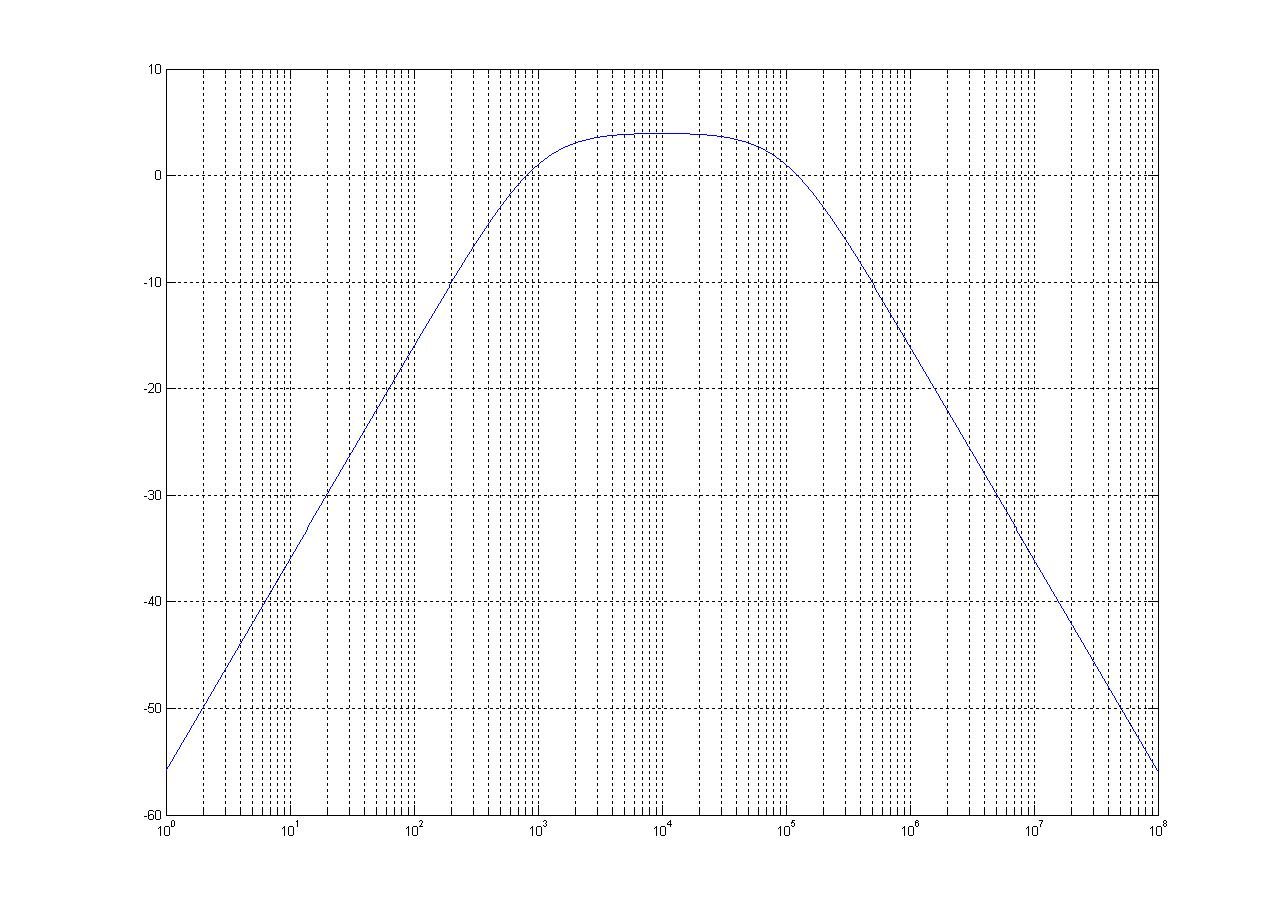
Guany vs. freqüència
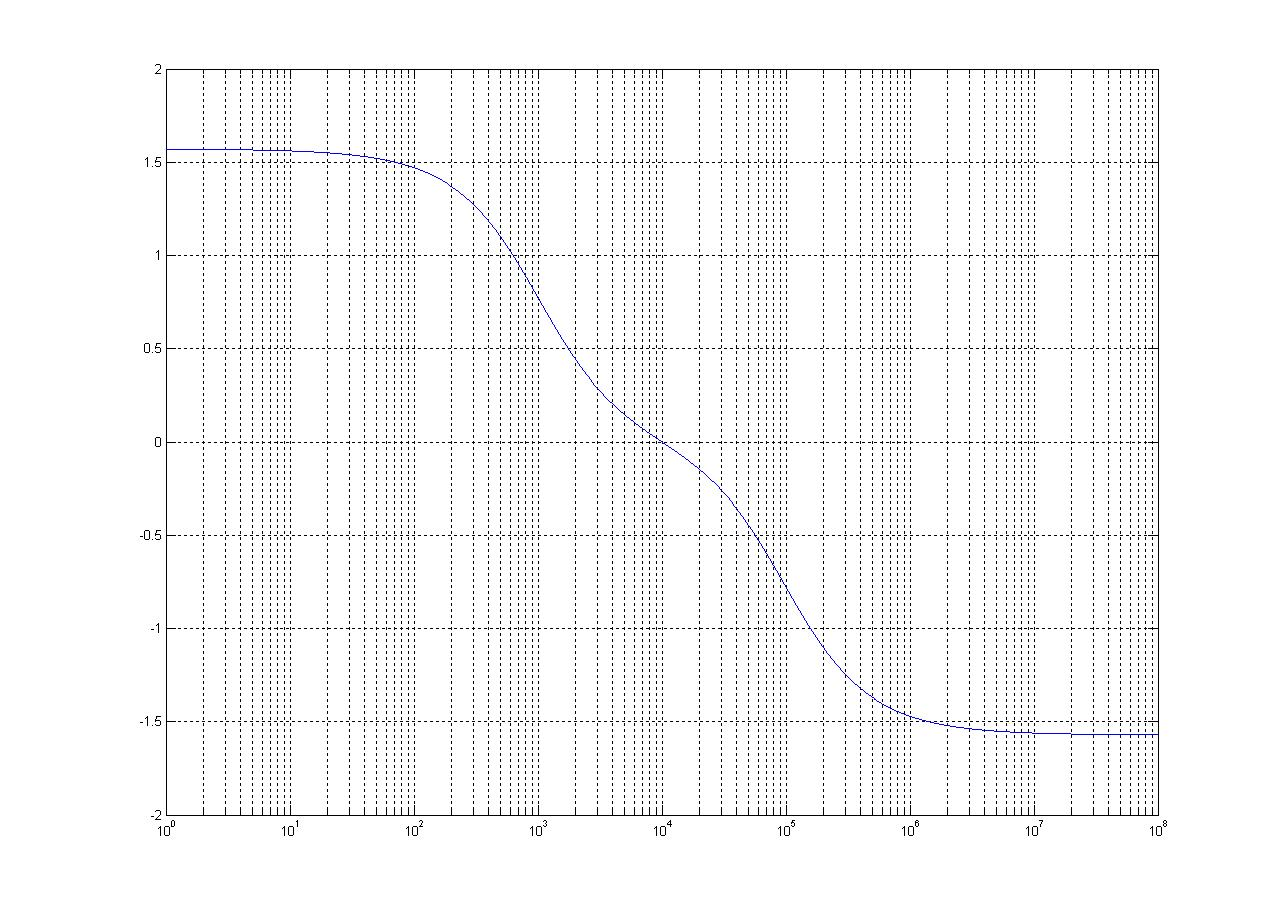
Fase vs. freqüència